# Ермолино (Чагодощенский район)
Ермолино — упразднённая в 2020 году деревня в Чагодощенском районе Вологодской области России. Входил на году упразднения в Белокрестское сельское поселение.

## География
Расстояние по автодороге до районного центра Чагоды — 53 км, до центра муниципального образования деревни Анишино — 12 км.

## История
До 2015 года входила в состав Лукинского сельского поселения, с точки зрения административно-территориального деления — в Лукинский сельсовет.
Упразднена 14 марта 2020 года.

## Население
По данным переписи в 2002 году постоянного населения не было.